# 千次印象费用
千次印象费用（Cost Per Mille，或者Cost Per Thousand Impressions，缩写为CPM），以广告每显示1000次作为单位收取广告费用。是西方的一些网络广告应用比较成熟的国家所采用的最常规的收费模式之一。
以電視廣告而言，家內電視廣告1檔約7.5萬；收視率1%能讓5萬戶（7.5萬人）看到（根據國家通訊傳播委員會統計，總家戶數為820萬戶；2013年收視戶為500萬戶；普及率約6成），而台灣觀眾看到廣告時就轉台的比例達八成，看到廣告僅1.5萬人。 